# Jardí d'aigua

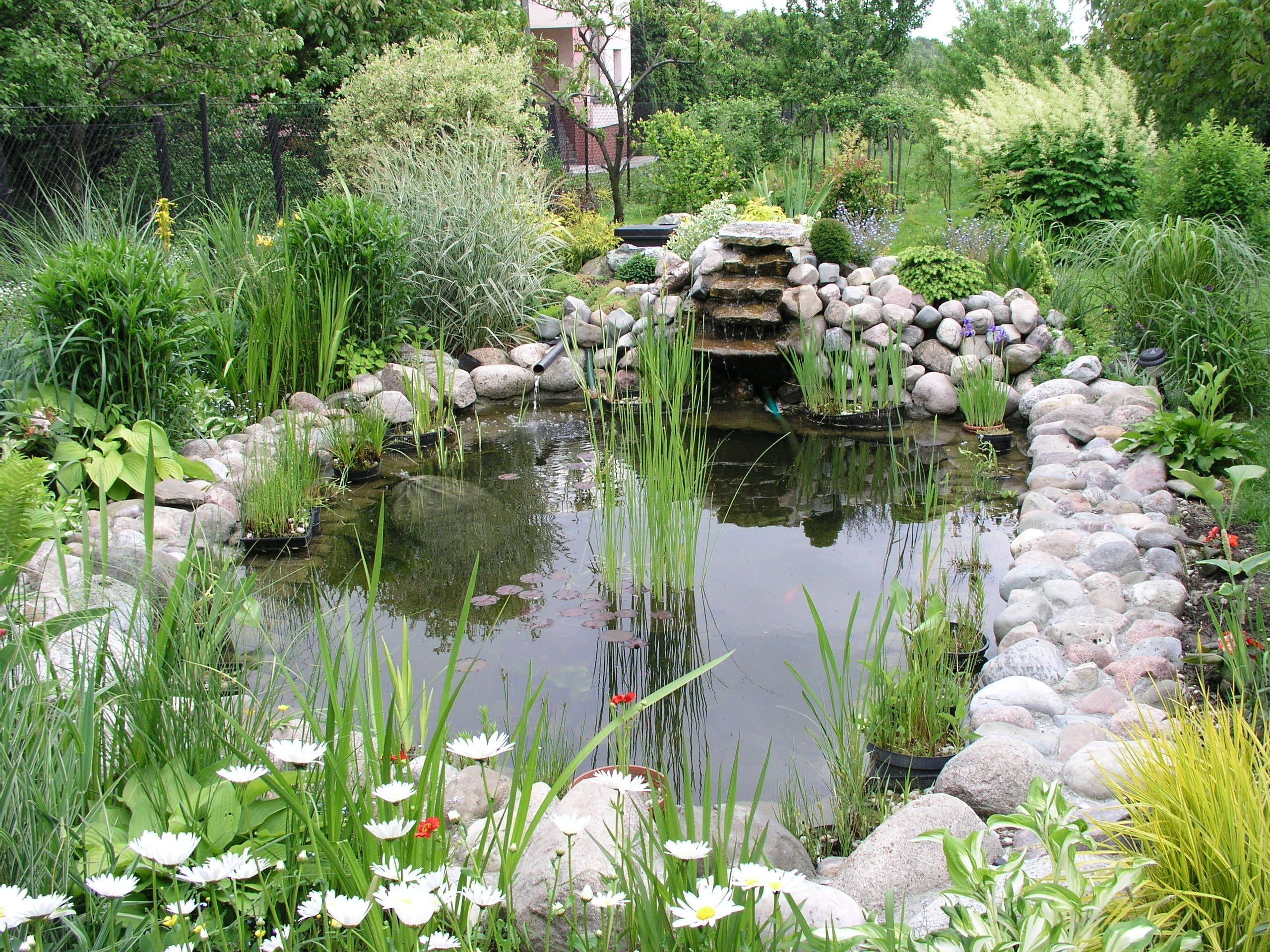
Bassa artificial amb vegetació típica dels jardins d'aigua.

Un jardí d'aigua o jardí aquàtic és un jardí principalment constituït amb plantes aquàtiques o d'aiguamoll, a la vora de l'aigua, al voltant d'un sistema de  basses naturals o creades per l'home, de vegades combinant la vegetació amb la introducció de peixos ornamentals en el medi aquàtic.
Aquests jardins poden tenir una vocació secundària o principal de depuració de l'aigua.